# Baix Penedès

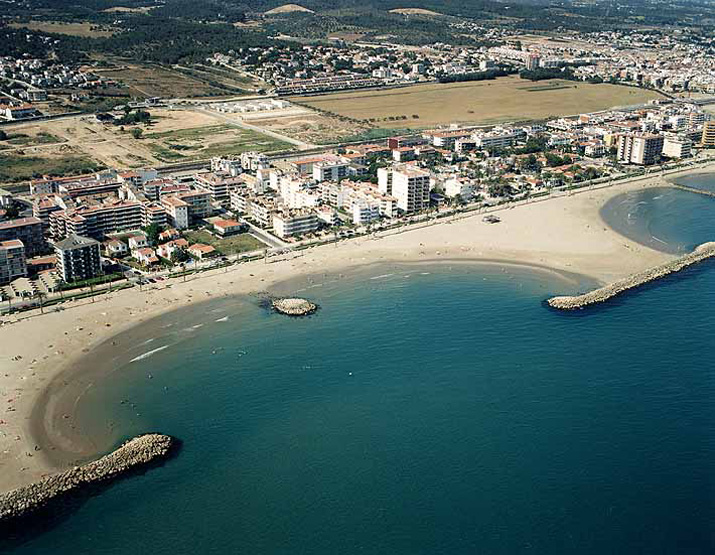
Strandvy från grevskapet Baix Penedès.

Baix Penedès är ett grevskap, comarca, vid Medelhavskusten i sydöstra Katalonien, i Spanien. Huvudstaden heter Vendrell, med 36 747 invånare 2013.

## Kommuner

Baix Penedès är uppdelat i 14 kommuner, municipis. 

- Albinyana
- L'Arboç
- Banyeres del Penedès
- Bellvei
- La Bisbal del Penedès
- Bonastre
- Calafell
- Cunit
- Llorenç del Penedès
- Masllorenç
- El Montmell
- Sant Jaume dels Domenys
- Santa Oliva
- El Vendrell